# Riserva statale di Qobustan
La riserva statale di Qobustan si trova ad ovest dell'omonimo insediamento, circa 60 chilometri a sudovest di Baku, in Azerbaigian, e venne istituita nel 1966 allorché la regione venne dichiarata di principale interesse storico per la nazione, nel tentativo di preservare le antiche sculture, i vulcani di fango e altre particolarità sia naturalistiche che storiche in essa contenute. Nel 2007 la riserva statale di Qobustan è stata inserita nell'elenco dei Patrimoni dell'umanità dell'UNESCO.

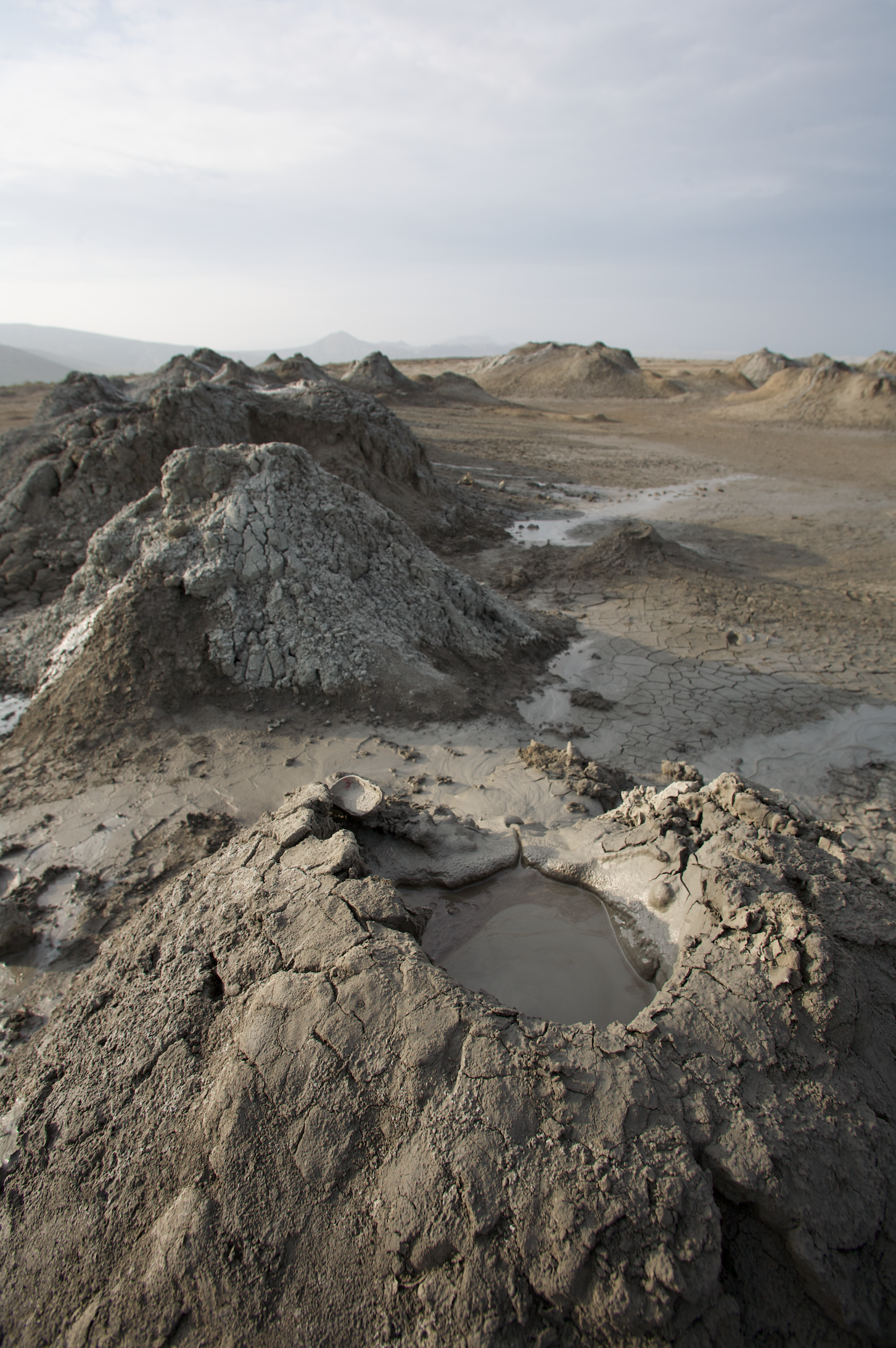
Alcuni vulcani di fango del Qobustan

## Arte rupestre
Fra i tesori archeologici che si trovano nella regione sono di notevole importanza gli esempi di arte rupestre, oltre 600.000 rappresentazioni di uomini primitivi, animali, battaglie, danze rituali, imbarcazioni, carovane di cammelli, soggetti astronomici, per la maggior parte databili fra 5.000 e 20.000 anni fa, una testimonianza delle condizioni di vita preistorica nel Caucaso.
Fra il 1961 e il 2002, anno della sua morte, l'antropologo norvegese Thor Heyerdahl si recò più volte in questa regione, alla ricerca delle origini del popolo vichingo.

## Vulcani di fango
Si stima che circa 300 dei 700 vulcani di fango del pianeta si trovino in Azerbaigian e nel Mar Caspio. Molti di essi si trovano all'interno dei confini della riserva statale e sono diventati un'attrazione turistica, grazie anche al fatto che il fango eruttato si crede abbia benefiche proprietà mediche. Nel 2001 uno di questi vulcani iniziò un'attività eruttiva con fiamme alte fino a 15 metri.